# سيلاس شفارتز
سيلاس شفارتز (بالألمانية: Silas Schwarz)‏ هو لاعب كرة قدم ألماني في مركز الوسط، ولد في 8 نوفمبر 1997 في ألمانيا. لعب مع فالدهوف مانهايم.

## وصلات خارجية
- سيلاس شفارتز على موقع قاعدة بيانات كرة القدم.إي يو (الإنجليزية)
- سيلاس شفارتز على موقع عالم كرة القدم.نت (الإنجليزية)